# Santa Marcela (Apayao)
Santa Marcela é um município de  quarta classe de renda municipal (d) na província Apayao, nas Filipinas. De acordo com o censo de 1 de maio  de  2020 possui uma população de 13 317 pessoas e 3 392 domicílios.